# 踊る龍宮城
「踊る龍宮城」（おどるりゅうぐうじょう）は、1949年8月1日に松竹配給で公開された日本映画。監督佐々木康。

## 概要
キネマ旬報再建62号に「桃色河童騒動」の改題であると記述されているが、その詳細は不明。
当時の人気歌手や松竹歌劇団によるレヴューシーンがふんだんに盛り込まれた音楽映画であり、オペレッタ映画あるいはミュージカル映画に分類される。
同年3月に映画デビューを果たした美空ひばりが河童の格好で出演してデビュー曲の「河童ブギウギ」を歌唱している。

## 劇中歌
- 「河童ブギウギ」作詞：藤浦洸、作曲：浅井挙曄、歌：美空ひばり
- 「楽しいささやき」作詞：丘灯至夫、作曲：田代与志、歌：霧島昇
- 「こんど逢うまで」作詞：丘灯至夫、作曲：万城目正、歌：霧島昇・奈良光枝
- 「花咲く乙女」作詞：丘灯至夫、作曲：万城目正、歌：並木路子
- 「さよならワルツ」作詞：鈴木勝、作曲：レイモンド服部